# La chica más rara del mundo
La chica más rara del mundo es una película de fantasía dramática argentina de 2021 dirigida por Mariano Cattaneo y basada en el cuento homónimo editado en 2012. Narra la historia de Melién (Gina Mastronicola), una adolescente que desborda imaginación, le gusta mucho dibujar, leer cuentos de miedo y las historias de Fantasmas. Vive en su propio mundo y ella es feliz, pero esta manera de afrontar la vida hizo que en la escuela la llamen «La Chica Más Rara Del Mundo". Pero a ella no le preocupa tanto eso, su verdadero problema es que al parecer sus dibujos están cobrando vida. Está protagonizada por Gina Mastronicola, Denise Barbara, Celina Font, Guido D'Albo, Ornella D'Elia, Narella Clausen, Xavier Nazar, Julián Marín y Magalí Draiman. La película tuvo estreno limitado en las salas de cines de Argentina el 9 de septiembre de 2021 bajo la distribución de Buena Vista. Más tarde, Disney+ adquirió los derechos de la película para estrenarla en su plataforma el 1 de abril del 2022, siendo la primera película del 2022 en estrenar en la plataforma como "película exclusiva".
Con su presentación en Estados Unidos en el festival «Seattle Children´s Film Festival» y ganando el premio a "Mejor largometraje" por voto público, la película rápidamente fue pedida y programada en distintos festivales de América y Europa.
La película fue recibida con comentarios positivos por parte de la crítica especializada, quienes elogiaron el trabajo de Cattáneo como director, diciendo que supo reflejar la etapa de la adolescencia con los elementos narrativos de la fantasía y valoraron la actuación de D'Elia como la antagonista de la historia. En el sitio Todas las críticas tuvo un porcentaje de aprobación del 62%.

## Sinopsis
Melién (Gina Mastronicola) es una adolescente de 15 años solitaria e introvertida, por lo cual, en su mente reemplazó el mundo exterior por uno imaginario que está constituido por mansiones embrujadas, monstruos misteriosos y chicas de blanco cautivas de alguna extraña maldición, lo cual significa para ella una salida perfecta y una protección de las burlas lideradas por Tamara (Ornella D'Elia) y sus amigos. Sin embargo, Melién a medida que se introduce cada vez más en este mundo, más se aleja de su madre Elizabeth (Celina Font) con quien casi ni tiene relación y desarrolla temores sociales aún más grandes de los que tenía.

## Reparto
- Gina Mastronicola como Melién
- Denise Barbara como Florencia
- Celina Font como Elizabeth
- Guido D'Albo como Mateo
- Ornella D'Elia como Tamara
- Narella Clausen como la Chica de Blanco
- Xavier Nazar como Nicolás
- Julián Marín como Iván
- Magalí Draiman como Carolina

## Festivales
- Seattle children's film festival (usa) – 11 de febrero.
- Providence children’s film festival (usa) – 17 de febrero.
- New York Int'l Children's Film Festival (usa) – 4 de marzo.
- Women+Film Festival en Denver (usa) -  5 de abril.
- Minneapolis-St. Paul International Film Festival (MSPIFF)  (usa) – 6 y 19 de  mayo.
- Tumbleweeds Film Festival For Kids (Utah - USA) - 21 de mayo (20-22).
- Children’s International Film Festival (Australia) - 28 de mayo.
- Kinolub International Film Festival for Children and Youth (Polonia) – 22 junio.
- Schlingel – International Film Festival for Children and Young Audience (Alemania) – 4 de octubre.

## Recepción

### Comentarios de la crítica
La película recibió en su mayoría críticas positivas por parte los especialistas. Paula Vázquez Prieto del diario La Nación calificó a la película de «buena», diciendo que «funciona mejor cuando evita explicar demasiado a sus personajes, [...] es el mundo mágico el que mejor se adapta al registro inocente de la película, aquel que prescinde de anclajes realistas y reflexiones explícitas». Por su parte, Rolando Gallego del portal Escribiendo Cine comentó que el filme «entretiene, y pese a algunos puntos que deberían haberse reforzado para evitar que parlamentos solemnes, principalmente dichos por los adultos, corten con la magia presentada desde los efectos adicionales, su potente mensaje sobre la crudeza de la vida de una chica que no encaja en un mundo que exige orden y normalidad, subsanan esas pequeñas incongruencias de una propuesta diferente e innovadora desde lo visual», por lo cual, la puntuó con un 6, valorando además la actuación de Mastronicola como «simpática» y destacó la interpretación de D'Elia como la villana. Matías Orta de A sala llena llegó a la conclusión de que la película «sabe ponerse reflexiva sin dejar de ser entretenida y entrañable, y por sobre todas las cosas, exalta la imaginación y su influencia positiva» y también elogió las actuaciones de Mastronicola en su papel de antiheroína, de D'Elia a quien la describió como una «mini Angelina Jolie de futuro promisorio» y que tanto Font, como D'Albo se lucen en sus interpretaciones.
Por otra parte, Ana Manson de PopCon elogió el trabajo de Cattáneo diciendo que «demuestra una vez más su habilidad y experiencia para filmar lo extraordinario, adaptando su visión a un relato de naturaleza familiar, sin dejar de lado las influencias que lo formaron como cineasta». Asimismo, valoró los efectos especiales y la música catalogándolos de «impecables», ya que acompañan a cada escena y transportan al espectador al interior de la historia, como así también elogió la actuación de D'Elia diciendo que se destacaba en su interpretación como la antagonista de la película. En una reseña para el Portal de Catalina, Catalina Dlugi escribió que la película «proclama con sencillez y gracia la imaginación al poder», como así también muestra de «de una manera ocurrente el mundo de un colegio secundario, donde la más inteligente y soñadora es objeto de bullying».